# Vicomté de Comborn
La vicomté de Comborn était un territoire français du Bas-Limousin (actuelle Corrèze) qui comprenait la région de Vigeois, avec Treignac, et la région de la Vézère et de la Corrèze, au sud des Monédières, avec Orgnac (siège du château de Comborn).
Son premier titulaire, à la fin du IXe siècle, fut Archambaud « le Boucher » (ou « Jambe pourrie »). Les Comborn, qui étaient une des grandes dynasties féodales du Bas-Limousin, possédèrent à différentes époques les vicomtés de Limoges et de Turenne. Comborn interdit l'accès du pays aux vicomtes de Limoges.

## Histoire
Le château de Comborn était le siège d'une des plus anciennes vicomtés du Limousin à côté de celles de Turenne et de Limoges au Xe siècle, puis de Ventadour dès le XIe siècle. Ses principales seigneuries étaient : Treignac, Beaumont, Chamboulive, Chamberet, Rochefort et Allassac. Les seigneurs de Comborn, et particulièrement les premiers, vont consacrer leurs actions à étendre leur puissance bien au-delà de la petite vicomté. Ils sont l'exemple type de l'implantation des premiers seigneurs féodaux mis en place afin de gérer les territoires pour le compte de l'autorité suzeraine de l'époque. Cette pratique résulte de la politique mise en place par Pépin le Bref, puis Charlemagne dès le IXe siècle.

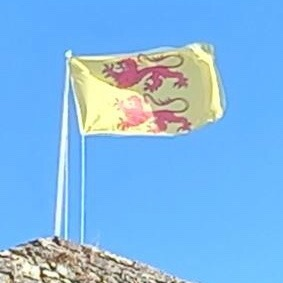
L'étendard de la Vicomté de Comborn, d'or à deux lions léopardés de gueules l'un sur l'autre.

Le premier Comborn identifié est Archambaud (ca 900-ca 960) vicomte en 958, qui épouse en premières noces vers 933 Hildegarde et en deuxièmes noces vers 950/957 Rothilde.
Les origines d’Archambaud sont inconnues. Joseph Nadaud prétendait sans preuves qu’il était probablement fils d’Hugues Ier, comte de Quercy en 937.
Son fils, Archambaud Ier (ca 925-ca 988), connu sous le nom d'Archambaud « le boucher »  puis Archambaud « Jambe pourrie », deviendra le véritable fondateur de la dynastie. Il prendra le titre de vicomte de Comborn en 962 et de vicomte de Turenne vers 976,.
Christian Settipani écrit qu’on a longtemps cru qu'Archambaud, Mari de Rothilde était en fait un sire de Bourbon. On sait depuis que tel n'est pas le cas.
Pour Bernadette Barrière, l’origine des vicomtes de Comborn est délicate à établir, et l’ordre successoral peut être suivi sans solution de continuité à partir du milieu du Xe siècle.
Le fils d'Archambaud Ier fondera Ventadour dès 1036 et donnera naissance aux seigneurs de Ventadour - Ussel. Leurs successeurs laisseront de nombreuses traces dans la région : monastères à Meymac, Aubazine et le Glandier, tour d'Allassac, cloître à Tulle, chapelles et églises (les armes des Comborn et des Pompadour figurent dans la chapelle nord de l'église Saint-Martial d'Orgnac).
Au début du XVIe siècle, la seigneurie passe par héritage aux Pompadour, puis aux seigneurs de Pierre Buffière et dès 1649, au marquis du Saillant.

Clés de voûte de l'église d'Orgnac-sur-Vézère
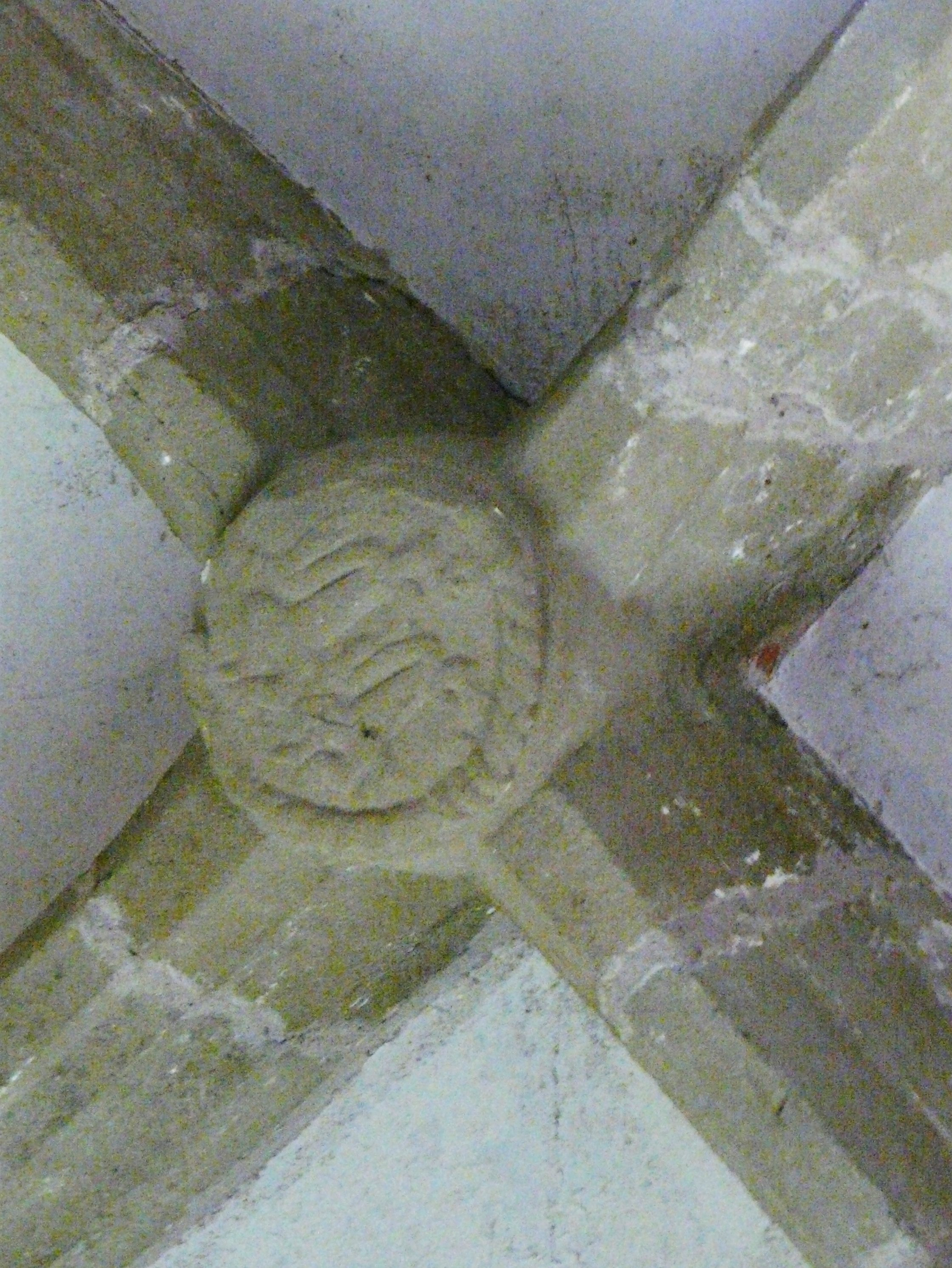
Armes de la famille de Comborn : deux lions léopardés.
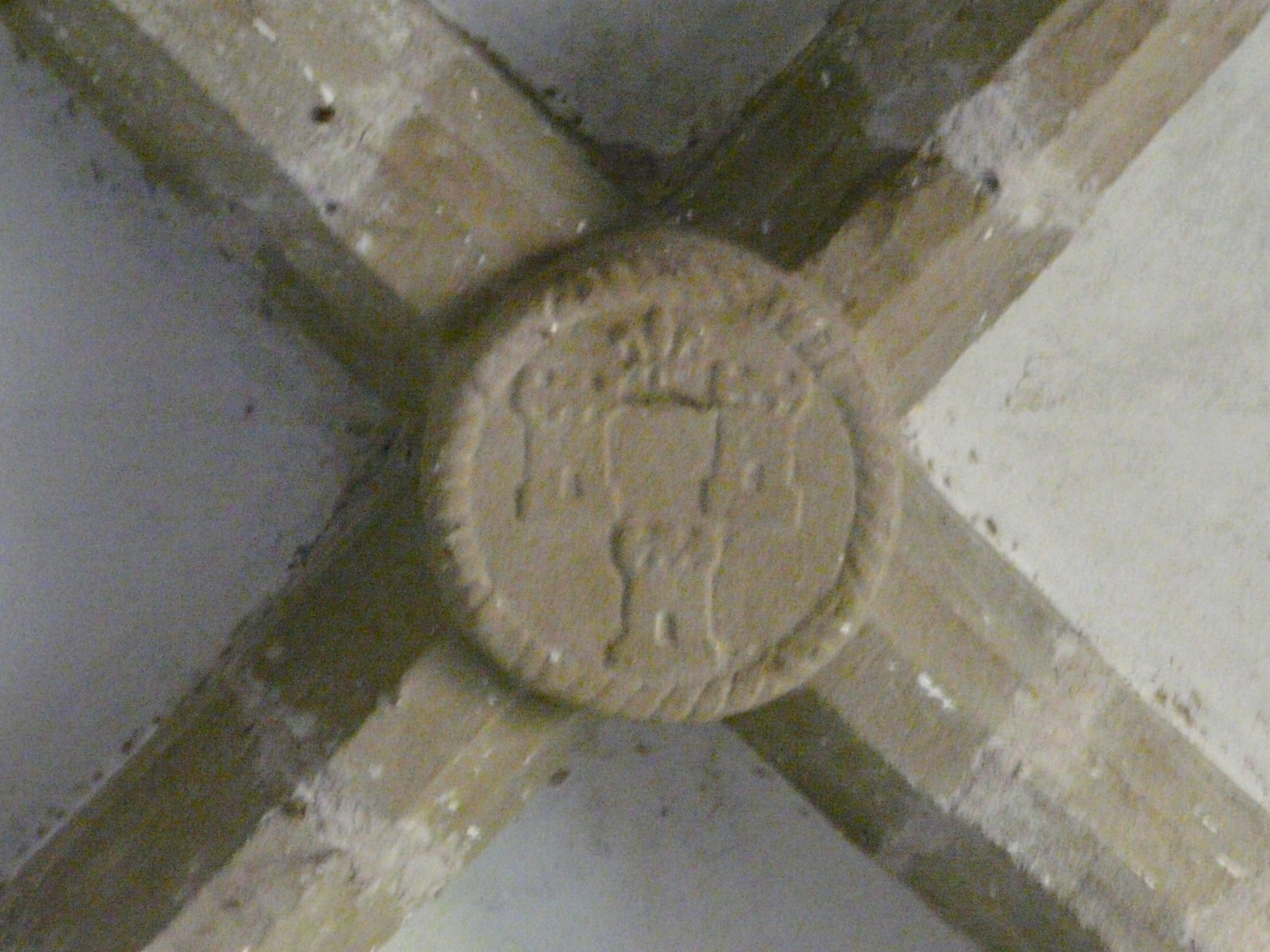
Armes de la famille de Pompadour : trois tours.

## Liste des vicomtes
- Archambaud de Comborn (vers 934 - vers 996), 1er vicomte de Comborn, dit « le Boucher » qui tranche ses ennemis « comme un vrai boucher qui coupe la viande sur un banc ». Il fut appelé ensuite « Jambe pourrie » (Gamba puirida) après avoir eu la jambe prise et brisée dans une porte au cours du siège de Turenne. Il combattit aux côtés du duc de Normandie contre l'empereur Otton.
- Ebles le Vieux († 1030). Fils aîné d'Archambaud Jambe-pourrie. Ses deux fils se partagèrent son héritage. L'aîné Guillaume devint vicomte de Turenne et le cadet Archambaud devint vicomte de Comborn.
- Archambaud II († 1060). Fils cadet d'Ebles le Vieux, il partagea également son héritage entre ses fils. L'aîné Archambaud devint vicomte de Comborn, le cadet Ebles devint vicomte de Ventadour.
- Archambaud III. Son seul fils Ebles mourut avant lui et la vicomté passa à son frère benjamin Bernard.
- Bernard Ier. Dernier fils d'Archambaud II, il n'était pas destiné à hériter de terres, mais la mort sans enfants de son frère aîné le fit vicomte de Comborn.
- Archambaud IV le Barbu († 1147). Fils de Bernard, il épousa Humberge de Limoges, héritière des vicomtes de Limoges. Ils partagèrent cet héritage entre leurs fils aînés. Adémar eut la vicomté de Limoges et Archambaud celle de Comborn.
- Archambaud V († 1185). Fils cadet d'Archambaud le Barbu et de Brunissende de Limoges.
- Archambaud VI († 1238), fondateur de la chartreuse de Glandier situé près de Pompadour, afin d'expier un crime supposé[8].
- Bernard II (1185 - † 1256), fils d'Archambaud VI.
- Archambaud VII († 1277), fils de Bernard II. Il transmit la vicomté en indivision aux deux fils issus de ses deux mariages, Guy et Bernard.

| - Guy. Fils d'Archambaud VII par son premier mariage avec Marie de Limoges. - Archambaud (VIII), fils de Guy. Sans postérité. - Eustache, fils de Guy. Vicomte cité en 1298. Sans postérité. - Eustachie. Fille de Guy, mariée à Échivard IV de Preuilly. - Marie, fille de Guy, mariée à son cousin éloigné Guichard II de Comborn, seigneur de Chamberet, et de Treignac par son mariage : Postérité. |  | - Bernard III († 1320). Fils d'Archambaud VII par son second mariage avec Marguerite de Pons. - Archambaud VIII ou IX († 1367). Fils aîné de Bernard III. Son frère cadet est peut-être Guy - Archambaud IX ou X († 1380). Sans enfants, il laisse sa vicomté au roi mais il l'avait déjà vendue en fait à son cousin Guichard ci-dessous. |

- Guichard V († 1415 à Azincourt). Descendant de Guichard Ier de Comborn seigneur de Chamberet (fils d'Archambaud VI et frère cadet de Bernard II), arrière-petit-fils de Guichard II ci-dessus, il est seigneur de Treignac et Chamberet, avant d'acheter par avance en 1374 la vicomté à Archambaud IX (X) qui meurt en 1380.
- Jean Ier († 1480).
- Jean II († 1487).
- Amanieu († 1513/1515). Avec son frère cadet François, par des ventes en 1508/1509, sans postérité, ils laissent la vicomté à leur cousin issu de germain :
- Antoine, vicomte de Pompadour, fils de Jean II Hélie, vicomte de Pompadour, et petit-fils du vicomte Gulfier Hélie de Pompadour et d'Isabelle de Comborn mariée en 1427 (une des filles de Guichard V)[5].
- Les vicomtes de Pompadour sont désormais aussi vicomtes de Comborn (avec Allassac et la baronnie de Treignac).
- Pierre de Pierre-Buffière, premier des Pierre-Buffière vicomte de Comborn, issu du mariage avant 1480 entre Catherine de Comborn (fille de Jean II) et sœur d'Amanieu.
- Louis de Pierre-Buffière, († v. ou ap. 1523), fils de Pierre s'intitule également vicomte de Comborn (Comborn et Chamberet).
- Raymond de Lasteyrie du Saillant (v. 1600-1668) est vicomte de Comborn en 1649 par saisie-adjudication-acquisition sur les biens de de Pierre-Buffière[9].
- Charles Louis Gaspart de Lasteyrie du Saillant (1740-1815) sera le dernier vicomte de Comborn à la Révolution française.